# Antonín Laštovička
Antonín Laštovička (Kladno, 3 novembre 1898 – 17 settembre 1973) è stato un calciatore cecoslovacco, di ruolo attaccante.

## Carriera

### Nazionale
Il 28 settembre 1924 debutta contro la Jugoslavia (0-2), segnando un gol nella sua unica presenza in Nazionale.